# Kreis Sangerhausen
| Basisdaten                                                 | Basisdaten                                |
| ---------------------------------------------------------- | ----------------------------------------- |
| Bezirk der DDR                                             | Halle                                     |
| Kreisstadt                                                 | Sangerhausen                              |
| Fläche                                                     | 690 km² (1989)                            |
| Einwohner                                                  | 78.437 (1989)                             |
| Bevölkerungsdichte                                         | 114 Einwohner/km² (1989)                  |
| Kfz-Kennzeichen                                            | K und V (1953–1990) KW und VW (1974–1990) |
|                                                            |                                           |
| Der Kreis Sangerhausen im Bezirk Halle (anklickbare Karte) |                                           |

Der Kreis Sangerhausen war ein Landkreis im Bezirk Halle der DDR. Ab 1990 bestand er als Landkreis Sangerhausen im Land Sachsen-Anhalt fort. Sein Gebiet liegt heute im Landkreis Mansfeld-Südharz in Sachsen-Anhalt. Der Sitz der Kreisverwaltung befand sich in Sangerhausen.

## Geographie
Der Kreis Sangerhausen lag im südöstlichen Teil des Harzes, dem östlichen Teil des Südharzer Zechsteingürtels, nordöstlich des Kyffhäusergebirges beiderseits der Helme und umfasste den Ostteil der Goldene Aue. Der größte Teil des Kreises befand sich im Einzugsgebiet der Helme, ein kleinerer Teil im Norden.  Die Ortschaften Hayn (Harz), Wolfsberg, Breitenbach, Rotha, Passbruch und Horla gehören zum oberen Einzugsgebiet der Wipper, die Ortschaft Breitenstein befindet sich im oberen Einzugsgebiet der Selke,.
Er grenzte im Uhrzeigersinn, im Norden beginnend, an die Kreise Quedlinburg, Hettstedt, Eisleben, Querfurt, Artern, Sondershausen und Nordhausen.

## Geschichte
Bereits seit 1815 existierte in der preußischen Provinz Sachsen ein Landkreis Sangerhausen, der seit 1945 zum Land Sachsen-Anhalt und somit seit 1949 zur DDR gehörte. Am 25. Juli 1952 kam es in der DDR zu einer umfassenden Kreisreform, bei der unter anderem die Länder aufgelöst und durch Bezirke ersetzt wurden.
Der Landkreis Sangerhausen gab Gebietsteile an die neuen Kreise Nordhausen, Artern, Hettstedt und Eisleben ab. Aus dem verbliebenen Teil des Landkreises wurde der Kreis Sangerhausen gebildet, der dem neugebildeten Bezirk Halle zugeordnet wurde.

### Nach 1990
Am 17. Mai 1990 wurde der Kreis in Landkreis Sangerhausen umbenannt. Kurz danach wurde der Landkreis dem wieder gegründeten Land Sachsen-Anhalt zugesprochen. Bei der zweiten Kreisreform in Sachsen-Anhalt ging er am 1. Juli 2007 im Landkreis Mansfeld-Südharz auf.

## Einwohnerentwicklung
| Jahr      | 1960   | 1971   | 1981   | 1989   |
| Einwohner | 78.540 | 82.338 | 79.897 | 78.437 |

## Städte und Gemeinden
Nach der Verwaltungsreform von 1952 gehörten dem Kreis Sangerhausen die folgenden Städte und Gemeinden an:
| - Allstedt, Stadt - Bennungen - Berga - Beyernaumburg - Blankenheim - Bösenrode - Breitenbach - Breitenstein - Breitungen - Brücken - Dietersdorf - Dittichenrode - Drebsdorf - Edersleben - Einsdorf | - Einzingen - Emseloh - Gonna - Grillenberg - Großleinungen - Hackpfüffel - Hainrode - Hayn bei Stolberg - Hohlstedt - Holdenstedt - Horla - Katharinenrieth - Kelbra, Stadt - Kleinleinungen - Lengefeld | - Liedersdorf - Martinsrieth - Mittelhausen - Morungen - Niederröblingen - Nienstedt - Oberröblingen - Obersdorf - Pölsfeld - Questenberg - Riestedt - Riethnordhausen - Rosperwenda - Roßla - Rotha | - Rottleberode - Sangerhausen, Stadt - Schwenda - Sittendorf - Sotterhausen - Stolberg (Harz), Stadt - Thürungen - Tilleda - Uftrungen - Wallhausen - Wettelrode - Wickerode - Winkel - Wolferstedt - Wolfsberg |

## Wirtschaft
Bedeutende Betriebe im Kreis waren unter anderen:
- VEB MIFA Fahrradwerke Sangerhausen
- VEB Thomas-Münzer-Schacht Sangerhausen (Kupferbergbau)
- VEB Maschinenfabrik (MAFA) Sangerhausen
- VEB Brauerei und Malzfabrik Sangerhausen
- VEB Metallwerke Allstedt
- VEB Steingutwerk Wallhausen
- VEB Harzer Gipswerke Rottleberode

## Verkehr
Dem überregionalen Straßenverkehr dienten die F 80 Richtung Nordhausen und Halle, die F 86 Richtung Hettstedt und Erfurt sowie die F 85  von Berga über den Kyffhäuser Richtung Weimar – Saalfeld
Der Kreis Sangerhausen wurde von den Eisenbahnstrecken Halle–Nordhausen und Magdeburg–Sangerhausen–Erfurt durchquert. Außerdem existierten die Nebenbahnen Oberröblingen–Allstedt, die Thyratalbahn von Berga nach Stolberg und bis 1966 die Kyffhäuser-Kleinbahn von Berga über Kelbra und Tilleda nach Artern.

## Kfz-Kennzeichen
Den Kraftfahrzeugen (mit Ausnahme der Motorräder) und Anhängern wurden von etwa 1974 bis Ende 1990 dreibuchstabige Unterscheidungszeichen, die mit den Buchstabenpaaren KW und VW begannen, zugewiesen. Die letzte für Motorräder genutzte Kennzeichenserie war VW 00-01 bis VW 99-99.
Die Kfz-Kennzeichen mit 2 Buchstaben und 4 Ziffern, welche für den Kreis Sangerhausen ausgegeben wurden, sind die folgenden:
| Kreis Sangerhausen (SGH) |    |       |       |
|                          |    | von   | bis   |
| KRAD                     | KA | 00-01 | 60-00 |
| KRAD                     | KP | 40-16 | 50-00 |
| KRAD                     | KU | 72-01 | 99-99 |
| KRAD                     | KY | 70-01 | 85-00 |
| KRAD                     | VC | 32-01 | 57-00 |
| KRAD                     | VN | 80-01 | 99-99 |
| KRAD                     | VW | 00-01 | 99-99 |
| PKW                      | KL | 90-01 | 99-99 |
| PKW                      | KM | 35-81 | 40-40 |
| PKW                      | KW | 63-36 | 71-70 |
| PKW                      | VF | 70-01 | 99-99 |
| PKW                      | VH | 75-01 | 99-99 |
| PKW                      | VJ | 39-01 | 60-00 |
| PKW                      | VV | 10-01 | 99-99 |
| LKW Bus Traktor          | KG | 40-01 | 55-00 |
| LKW Bus Traktor          | KJ | 45-01 | 65-10 |
| LKW Bus Traktor          | KV | 40-26 | 54-55 |
| LKW Bus Traktor          | VO | 00-01 | 2000  |

Anfang 1991 erhielt der Landkreis das Unterscheidungszeichen SGH.